# Rötter (TV-serie 2016)

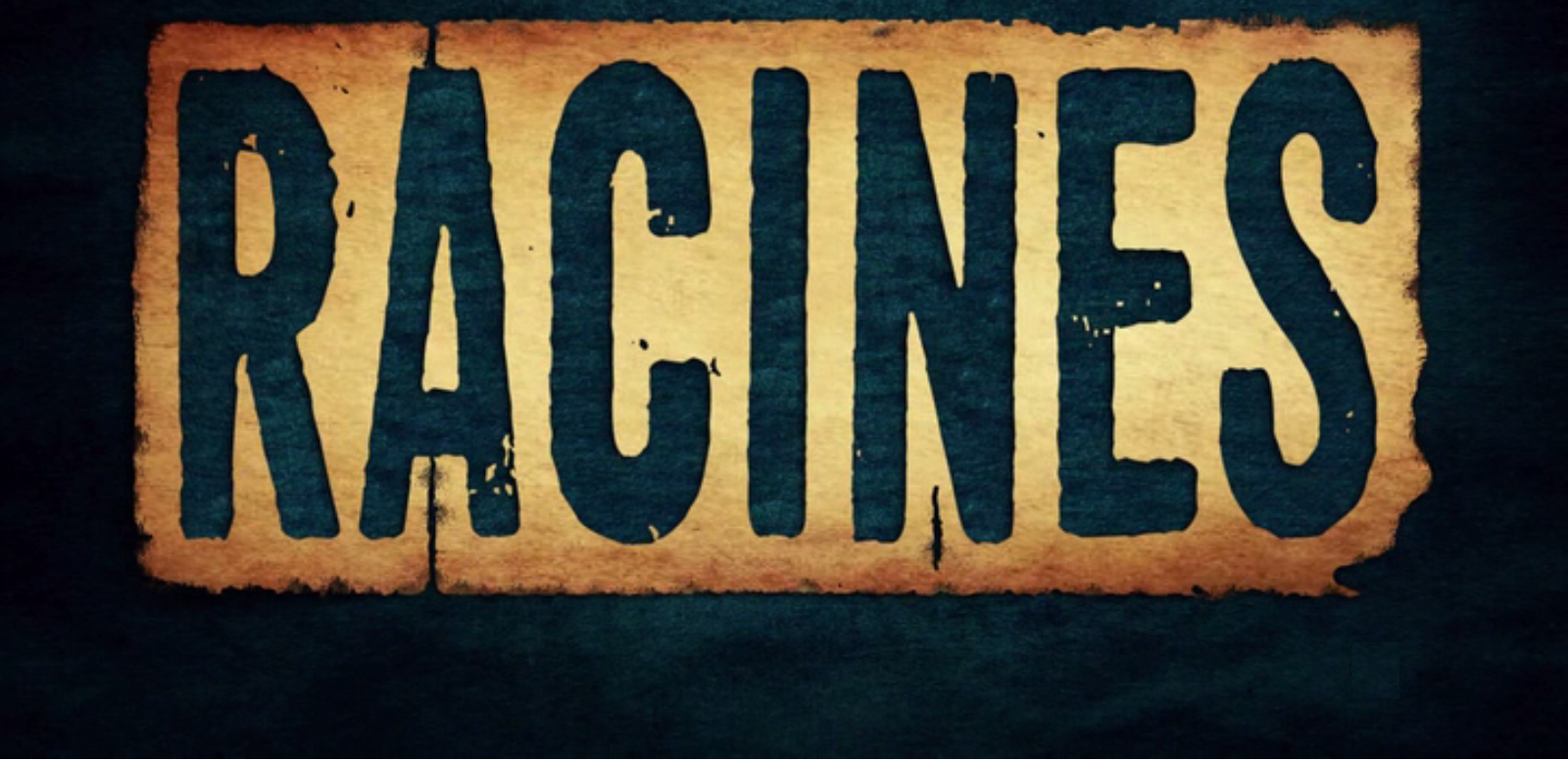
Logo

Rötter (engelska: Roots) är en amerikansk miniserie från 2016 och en reproduktion på miniserien från 1977 med samma namn. Båda är baserade på boken Rötter av Alex Haley med en historia uppbyggd kring hans egen släktforskning. Miniserien sändes första gången den 30 maj 2016 med skådespelarna Malachi Kirby, Forest Whitaker, Anna Paquin, Laurence Fishburne, Jonathan Rhys Myers, Anika Noni Rose, och T.I.. Serien producerades med en budget på 50 miljoner $.

## Handling: Avsnitt 1
Kunta Kinte (Malachi Kirby) är en 1800-tals mandinkakrigare från  Juffure i Gambia, i Västafrika. Kuntas familj är lojala mot mandinkakungen och är resistanta mot européerna. Detta betyder emellertid att Kinte-familjen möter faran för hämndaktioner från rivalerna, Koro-familjen, vilka handlar afrikanska slavar mot engelska vapen.
Kunta blir tillfångatagen av Koro-familjen och säljs till de vita slavhandlarna. Han transporteras över Atlanten till Kolonin Virginia. Han säljs sedan till Wallers tobaksplantage, döps om till Toby och satt under vård av en musikslav som kallas Fiddler (Forest Whitaker). Kunta försöker att rymma, men blir fångad och piskad.
Kunta inser att han inte kommer att återvända till sitt hem i Gambia. Fiddler sköter om Kuntas blodiga rygg och berättar för honom att han ska hålla sitt sanna namn inombords, oavsett vad de vita männen kallar honom.

## Roller
- Malachi Kirby som Kunta Kinte
- Nokuthula Ledwaba som Binta
- Emayatzy Corinealdi som Belle
- Forest Whitaker som Henry (Fiddler)
- Anika Noni Rose som Kizzy Waller
- Emyri Crutchfield som Young Kizzy Waller
- Regé-Jean Page som Chicken George
- Erica Tazel som Matilda
- James Purefoy som John Waller
- Katie McGuinness som Elizabeth Waller
- Matthew Goode som Dr. William Waller
- Jonathan Rhys Meyers som Tom Lea
- Shannon Lucio som Patricia Lea
- Chad Coleman som Mingo
- Tony Curran som Connelly
- Anna Paquin som Nancy Holt
- T.I. som Cyrus
- Derek Luke som Silla Ba Dibba
- G Hannelius som Missy Waller
- Carlacia Grant som Irene
- Mekhi Phifer som Jerusalem
- Sam Malone som Ashford
- Denise Milfort som Ms. Ellen
- Mandela Van Peebles som Noah
- Terence Rosemore som Orly
- Lane Garrison som Frederick Murray
- Sedale Threatt Jr. som Tom
- Brett Rice som William Byrd
- Laurence Fishburne som Alex Haley (Berättaröst)